# Lovas Róbert (zeneszerző)
Lovas Róbert (Budapest, 1942. február 2. –) magyar plasztikai sebész, dalszerző, többek között a Táncdalfesztivál egyik sikeres résztvevője. Münchenben él.

## Életrajza
Apja vegyész, fia születésekor családi vállalkozást vezetett ekkoriban. A vállalatot 1950-ben államosították. A család apai ága Bécsből, illetve Nyitranovákról származik; anyja erdélyi. Anyja nem végzett zeneművészeti Föiskolát,  de az akkori - a konzervatoriumnak megfelelö-  "Steinitz Elza" zeneiskolaba járt ahol jól képzett zongoristává  lett.  Egy ízben szülei távollétében úgy elbűvölte a gyereket az otthoni hangszer, hogy leült, és elmélyülten játszott; észre sem vette, hogy a szülei hallgatják. Látván, hogy tehetséges, taníttatni kezdték. Kezdetben Tabányi Mihály hatására tangóharmonikát tanult, majd klasszikus zongorát. 
(Mandorszky Henriknétöl klasszikust , késöbb jazz zongorát Pitó Tibortól)
Tizenöt éves korában, az 1956-os események idején disszidált, de csak Bécsig jutott. Ekkor hallotta először a rockzene nagyjait, Elvis Presleyt, Bill Haleyt. Amikor anyja megbetegedett, mégis visszajött Budapestre.
A barcsay utcai Madách Gimnáziumba járt. Ekkor alakult első együttese, a Crazy Boys (zongora, szaxofon, gitár, dob, nagybőgő). Ez addig tartott, amíg fel nem vették az egyetemre. Az akkori kategorizálás értelmében osztályidegennek számított (minthogy a szüleinek nagyvállalata volt 1945 előtt), ezért nem vették fel. Egy évig segédmunkásként dolgozott az Építőipari vállalatnál, utána ismét felvételizett. Ekkor is elutasították, de némi protekcióval mégis bejutott (1961).  Az egyetemi évek alatt elöször  mint a Benkó Dixiland zongoristája majd késöbb  mint különbözö táncdalénekesek  hivatalos zongorakiséröje  elindult  zeinei pályája. Lassacskánt egyre  ismertebbé  vállt igy  pl. a Táncdalfesztiválra írt dalával ( " Idegen Utakon" 1966).
Első munkahelye az Újpesti Kórház mellkassebészeti osztálya volt. Csaknem azután behívták katonának. Ez az 1968-as Prágai Tavasz korszaka volt, életének meghatározó élménye. Ugyanis leszerelés után állást kapott a Péterfi Sándor utcai kórházba, ahol nagyon  szivesen  dolgozott , mig 1970-töl folyamatosan  nyomás gyakoroltak  rá,  hogy lépjen be  a Pártba.  1971-ben kénytelen volt arra a döntésre jutni , hogy  elhagyja az országot.
1971 augusztusában  barátaival horvátországi nyaralásra indult, hogy kijuthasson Németországba. Wiesbadenben kapott állást. Ekkoriban Magyarországon már nem játszották a dalait, azonban a Végre, végre című dalát Endich, endlich címen Koncz Zsuzsa elénekelte németül, ami nemcsak az NDK-ban, de Nyugat-Németországban is nagy sláger lett.
Jellemző az akkori időszakra, hogy dalait nemcsak letiltották, de le is törölték. Egy Poór Péterrel készült interjúból tudjuk, hogy a Rádió a dalokat 38 cm/s sebességgel tárolta, de valaki készített ezekről egy 19 cm/s sebességű másolatot, amelyről nem tudtak, ezért nem törölték le. Ezeket a dalokat később Sztevanovity Zorán mentette át CD lemezre.
A wiesbadeni évek után Münchenbe került, ahol sikeres plasztikai sebész lett, onnan ment nyugdíjba. Ez lett az állandó lakhelye. Rendszeresen hazalátogat Magyarországra, pl. a Szenes Iván temetésén elhangzott megemlékezés kapcsán Szenes Ivánról. YouTube

## Orvosi tevékenysége
A plasztikai sebészetről írott könyve (Nicht nur der Schönheit wegen ISBN 9783404621118) magyarul is megjelent (Nem csak a szépség kedvéért).

## Zenei tevékenysége
Rendkívül sok dalt komponált, szinte azonnal, amint erre a pályára lépett, neves szövegírókkal dolgozott együtt. Dalai közül néhányat maga hangszerelte, de Schöck Ottó, Körmendi Vilmos, Malek Miklós, Tomsits Rudolf, Máté Péter dolgozott a dalain.

### Film
Német nyelvterületen két munkája vált ismertté. A Triszán és Izolda történetét dolgozták fel filmre, amelynek ő készítette a kísérőzenét (1981 Feuer und Schwert, főcím és szerelmi téma). Ugyancsak ő a zeneszerzője a Jägerschlacht (1982) című filmnek.

### Színház
1969-ben mutatták be a József Attila Színházban Paul Gavault és Robert Charvai "Valami mindig közbejön" című zenés bohózatát Molnár Ferenc fordításában, Lovas Róbert zenéjével és Szenes Iván szövegeivel. Főszerepben Bodrogi Gyula és Voith Ági. 
A televízió műsorán szintén vígjátékkal tűnt fel. A Plusz egy fő című műsor zeneszerzői: Jereb Ervin, Hajdu Júlia, Körmendi Vilmos, Lovas Róbert, Nádas Gábor.

### Szerzeményei
Dalainak száma 80 körül van. Ezek pontos számát megadni nem lehet, hiszen évtizedekig eltiltották az itthoni előadásukat. 
| szerzők | cím                                                  | ISWC            | előadó                         |
| --- | ---------------------------------------------------- | --------------- | ------------------------------ |
| Lovas Róbert–Dobos Emőke                                                                                              | De hogyha eljön az este                              | T-007.192.594-4 | Koós János                     |
| Lovas Róbert–S. Nagy István                                                                                           | Ásó kapa választ el                                  | T-007.199.681-0 | Atlantis                       |
| Lovas Róbert–Sziklai Sándor- S. Nagy István                                                                           | Elmúlt már az első szerelem                          | T-007.199.687-6 | Magay Klementina               |
| Lovas Róbert–Sztevanovity Dusán                                                                                       | Faragott hintaszék                                   | T-007.199.689-8 | Szécsi Pál, Harangozó Teri     |
| Lovas Róbert–Szenes Iván                                                                                              | Ha nem lennél, ki kéne találni                       | T-007.199.691-2 | Bencze Márta                   |
| Lovas Róbert–Szécsi Pál                                                                                               | Imádom a szőke nőket                                 | T-007.199.695-6 | Szécsi Pál                     |
| Lovas Róbert–S. Nagy István-Hajnal István                                                                             | Júdás vagy                                           | T-007.199.697-8 | Ambrus Kyri                    |
| Lovas Róbert–S. Nagy István                                                                                           | Kőszívű lány                                         | T-007.199.700-6 | Szécsi Pál                     |
| Lovas Róbert–Tardos Péter                                                                                             | Ne mondjatok rosszat róla                            | T-007.199.707-3 | Koós János                     |
| Lovas Róbert–Szenes Iván                                                                                              | Nem vagy te akárki                                   | T-007.199.711-9 | Bencze Márta                   |
| Lovas Róbert–S. Nagy István                                                                                           | Ő                                                    | T-007.199.714-2 | Koós János                     |
| Lovas Róbert–Szenes Iván                                                                                              | Szerkesztő úr írja meg, hogy szerelmes vagyok        | T-007.199.721-1 | Fenyvesi Gabi                  |
| Lovas Róbert–S. Nagy István                                                                                           | Tettes én vagyok                                     | T-007.199.723-3 | Harangozó Teréz                |
| Lovas Róbert–S. Nagy István                                                                                           | Úgy elmondanám                                       | T-007.199.724-4 | Záray Márta                    |
| Lovas Róbert–Szenes Iván                                                                                              | Utolsó kintornás Pesten                              | T-007.199.725-5 | Németh József                  |
| Lovas Róbert–Szenes Iván                                                                                              | Valaki hiányzik a táncból                            | T-007.199.726-6 | Aradszky László                |
| Lovas Róbert–Szenes Iván                                                                                              | Voltam én is falra mászó kisgyerek                   | T-007.199.730-2 | Aradszky László                |
| Lovas Róbert | My last melody, Utolsó melódiám, Ma chanson derniere | T-302.225.392-1 |                                |
| Lovas Róbert | Silver screens                                       | T-302.225.430-0 |                                |
| Lovas Róbert | La valse russe                                       | T-302.230.464-5 |                                |
| Lovas Róbert | Darkness in the heart                                | T-302.230.465-6 |                                |
| Lovas Róbert | Royality                                             | T-302.230.467-8 |                                |
| Lovas Róbert–Szenes Iván                                                                                              | Utolsó kintornás                                     | T-800.007.966-4 | Németh József                  |
| Lovas Róbert–Fülöp Kálmán                                                                                             | Még nem éltem én                                     | T-800.187.669-4 | Bakács Béla                    |
| Lovas Róbert-S. Nagy István                                                                                           | Még itt vagyok                                       | T-800.187.673-0 | Németh József                  |
| Lovas Róbert–S. Nagy István                                                                                           | Nem leszek én öngyilkos teérted                      | T-800.187.676-3 | Aradszky László                |
| Lovas Róbert–S. Nagy István                                                                                           | Kopogj az ajtón                                      | T-800.187.682-1 | Koncz Zsuzsa                   |
| Lovas Róbert–S. Nagy István                                                                                           | Egy ember, aki mindig szomorú                        | T-800.187.688-7 | Németh József                  |
| Lovas Róbert–S. Nagy István                                                                                           | Hozzád vezet minden utam                             | T-800.187.695-6 | Korda György                   |
| Lovas Róbert–S. Nagy István                                                                                           | Ígyse, úgyse kellesz már nekem                       | T-800.187.704-0 | Korda György                   |
| Lovas Róbert–Halmágyi Sándor                                                                                          | Majd, ha beszél a jég                                | T-800.187.711-9 | Kovács Kati                    |
| Lovas Róbert–Halmágyi Sándor                                                                                          | Nem sírok, ne félj                                   | T-800.187.723-3 | Zalatnay Sarolta               |
| Lovas Róbert | Wimbledon                                            | T-800.260.935-1 |                                |
| Lovas Róbert-Szenes Iván                                                                                              | Mi férfiak                                           | T-800.468.874-9 | Koós János                     |
| Lovas Róbert–Szenes Iván                                                                                              | Szép jó éjszakát                                     | T-800.468.896-5 | Koós János                     |
| Lovas Róbert–Szenes Iván                                                                                              | Vigyázz, nagyon vigyázz                              | T-800.486.495-4 | Voith Ági                      |
| Lovas Róbert–Szenes Iván                                                                                              | Persze neked könnyű                                  | T-800.486.518-4 | Poór Péter                     |
| Lovas Róbert–S. Nagy István                                                                                           | Nem is olyan nagy dolog a foci                       | T-800.486.521-9 | Aradszky László                |
| Lovas Róbert–Szenes Iván                                                                                              | Negyvenhat éves az én apukám                         | T-800.486.529-7 | Fenyvesi Gabi                  |
| Lovas Róbert–Szenes Iván                                                                                              | Megmondták előre                                     | T-800.486.542-4 | Zalatnay Sarolta               |
| Lovas Róbert–Tardos Péter                                                                                             | Magányra születtem                                   | T-800.486.551-5 | Zalatnay Sarolta               |
| Lovas Róbert–S. Nagy István                                                                                           | Egy láda arany                                       | T-800.486.557-1 | Sztevanovity Zorán             |
| Lovas Róbert–S. Nagy István                                                                                           | Csak egyetlen napra                                  | T-800.486.570-8 | Koncz Zsuzsa                   |
| Lovas Róbert–S. Nagy István                                                                                           | Búcsúzom kedvesem                                    | T-800.486.612-1 | Aradszky László                |
| Lovas Róbert–S. Nagy István                                                                                           | Álmatlan évek                                        | T-800.486.656-3 | Aradszky László                |
| Lovas Róbert | Jägerschlacht                                        | T-800.564.220-7 |                                |
| Lovas Róbert–Szenes Iván                                                                                              | Valaki hiányzik                                      | T-800.869.264-7 | Aradszky László                |
| Lovas Róbert–Szenes Iván                                                                                              | Sajnálom szegényt                                    | T-800.869.521-5 | Koncz Zsuzsa                   |
| Lovas Róbert-S. Nagy István                                                                                           | Majd meglátjuk                                       | T-800.869.641-2 | Zalatnay Sarolta               |
| Lovas Róbert–Michael Kuncze                                                                                           | SOS, Wir bauen ein Dorf aus Liebe                    | T-800.871.850-2 | Caterina Valente               |
| Lovas Róbert–Halmágyi Sándor                                                                                          | Végre, végre                                         | T-801.125.831-5 | Koncz Zsuzsa                   |
| Lovas Róbert–Szenes Iván                                                                                              | Tessék, tessék, hölgyek, urak                        | T-801.126.300-7 | Koós János                     |
| Lovas Róbert–Szenes Iván                                                                                              | Rosszabbul is végződhetett volna                     | T-801.126.306-3 | Zalatnay Sarolta               |
| Lovas Róbert–Szenes Iván                                                                                              | Kislány a zongoránál                                 | T-801.126.329-0 | Koós János                     |
| Lovas Róbert | Ha nem lennél                                        | T-801.187.089-7 | Balázs Eszter                  |
| Lovas Róbert–Hertha Kurt–Halmágyi Sándor                                                                              | 1000 Jahre deine Liebe (Végre, végre)                | T-801.342.744-7 | Koncz Zsuzsa                   |
| Lovas Róbert–Szenes Iván                                                                                              | Nem vagyok teljesen őrült                            | T-801.526.933-8 | Koós János                     |
| Lovas Róbert | Feuer und Schwert (főcím és szerelmi téma)           | T-801.624.353-2 |                                |
| Lovas Róbert-S. Nagy István                                                                                           | Ó, ha milliomos lennék                               | T-801.648.120-3 | Zalatnay Sarolta               |
| Lovas Róbert–Halmágyi Sándor                                                                                          | Idegen utakon                                        | T-801.684.771-6 | Tárkányi Tamara                |
| Lovas Róbert | New York, New York                                   | T-801.719.780-8 |                                |
| Lovas Róbert–Szenes Iván                                                                                              | Elmúlt idők                                          | T-801.739.045-4 | Gergely Róbert                 |
| Lovas Róbert–Szenes Iván                                                                                              | Messzire száll ez a dal                              | T-801.739.049-8 | Toldy Mária                    |
| Lovas Róbert–Szenes Iván                                                                                              | Íme                                                  | T-801.739.054-5 | Malek Miklós                   |
| Lovas Róbert–S. Nagy István                                                                                           | Pókháló az ablakon                                   | T-802.015.297-1 | Aradszky László                |
| Lovas Róbert–Halmágyi Sándor                                                                                          | Mondd, ki után futsz                                 | T-802.249.308-0 | Mátrai Zsuzsa                  |
| Lovas Róbert–Dieter Schneider–Szenes Iván                                                                             | Er kann mir Leid tun                                 | T-802.738.185-8 | Koncz Zsuzsa                   |
| Lovas Róbert–Saulinas Robert                                                                                          | Joudas garvezis                                      | T-802.898.035-1 |                                |
| Lovas Róbert | Voltam én is falra mászó kisgyerek                   | T-803.342.209-3 | Aradszky László                |
| Lovas Róbert | My last melody                                       | T-804.105.455-2 |                                |
| Lovas Róbert–Saulinas Antanas                                                                                         | Joudas garvezis                                      | T-921.596.607-7 |                                |
| Lovas Róbert–Szenes Iván                                                                                              | Devojka kraj klavira (Девочка у рояля)               | T-931.946.690-5 | Miki Jevremović, Joszif Kobzon |
| Lovas Róbert–ifj. Kalmár Tibor                                                                                        | Jó estét ismeretlen                                  |                 | Szécsi Pál                     |
| Lovas Róbert–S. Nagy István                                                                                           | Zsindely van a háztetőn                              |                 | Aradszky László                |
| Lovas Róbert–Halmágyi Sándor                                                                                          | Nem kellemes neki                                    |                 | Mátrai Zsuzsa                  |
| Lovas Róbert–G. Dénes György                                                                                          | Egy csodálatos valaki                                |                 | Harangozó Teréz                |
| Lovas Róbert–Szenes Iván                                                                                              | Van nekem egy bungalóm a parton                      |                 | Németh József                  |
| Lovas Róbert–S. Nagy István                                                                                           | Esküszöm, szép napok jönnek                          |                 | Aradszky László                |
| Lovas Róbert–S. Nagy István                                                                                           | Fekete patkány                                       |                 | Pápai Faragó László            |
| Lovas Róbert–Halmágyi Sándor                                                                                          | Végre itt vagy már velem                             |                 | Koncz Zsuzsa                   |
| Lovas Róbert–S. Nagy István                                                                                           | Rég hallottam tólad                                  |                 | Mátrai Zsuzsa                  |
| Lovas Róbert–S. Nagy István                                                                                           | Száraz ágon nincs levél                              |                 | Mikes Éva                      |
| Lovas Róbert–S. Nagy István                                                                                           | Zárt ajtók mögött                                    |                 | Harangozó Teri                 |
| Lovas Róbert–Szenes Iván                                                                                              | Csúnya nem vagyok                                    |                 | Szenes Iván                    |
| Lovas Róbert–S. Nagy István                                                                                           | De most még jó                                       |                 | Bence Márta                    |
| Lovas Róbert–S. Nagy István                                                                                           | Még visszaléphetsz                                   |                 | Magay Klementina               |
| Lovas Róbert–S. Nagy István                                                                                           | Zuhogj, eső                                          |                 | Németh József                  |
| Lovas Róbert | Boldog kövek                                         |                 | Koncz Zsuzsa                   |
| Lovas Róbert–Szenes Iván–Poór Péter                                                                                   | A szerelem az egyszerű                               |                 | Poór Péter                     |
| Lovas Róbert–S. Nagy István–Szenes Iván– Paolo Conte– Dobos Attila–Vándor Kálmán jr.– Vito Pallavicini–Michele Morano | Egyveleg                                             | T-007.191.476-5 |                                |

### Kislány a zongoránál
A dal tulajdonképpen felkérésre készült Darvas Ivánnak a Magyar Rádió és Televízió 1967-68-as szilveszteri műsorára. Miközben Szenes Ivánnal a dalt koncipiálni próbálták, Lovas arról mesélt a szövegírónak, hogy az ö szülei idejében az ismerkedés sokszor úgy ment, hogy a lányos házakba meg meg hívtak egy ifjú kandidátust, mondjuk egy teára és ilyenkor Lovas anyjának mindig fel kellett vennie a szép fehér ruháját és zongoráznia kellett. 
Mivel jó amatőr pianista volt, ilyenkor előszeretettel Liszt-et játszott, főleg a II. Magyar Rapszódiából. Szenes Iván rögtön kapcsolt és rögtönzött „ezt megírjuk. mondta… Kislány a zongoránál“.
Miután Darvas Ivánnak kételyei voltak hogy hangilag nem igazán felelne meg a számnak, a dal be lett adva az 1968-as Táncdalfesztiválra Koós Jánosnak akivel a szerzők már több megelőző zenei vetélkedőn sikert arattak.

## Könyve
- Robert Lovas: Nemcsak a szépség kedvéért. Mi mindenre képes a kozmetikai plasztikai sebészet; ford. Török János; Medicina, Bp., 1992